# Gebandeerde sluiptimalia
De gebandeerde sluiptimalia (Spelaeornis troglodytoides) is een zangvogel uit de familie Timaliidae (timalia's).

## Verspreiding en leefgebied
Deze soort komt voor van de Himalaya tot centraal China en telt zeven ondersoorten:
- S. t. sherriffi: oostelijk Bhutan en noordelijk Assam (noordoostelijk India).
- S. t. indiraji: oostelijk Assam (noordoostelijk India).
- S. t. souliei: noordoostelijk Myanmar en zuidwestelijk China.
- S. t. rocki: noordwestelijk Yunnan (zuidelijk China).
- S. t. troglodytoides: zuidwestelijk China.
- S. t. nanchuanensis: het zuidelijke deel van Centraal-China.
- S. t. halsueti: centraal China.

## Status
De grootte van de populatie is niet gekwantificeerd maar de soort wordt omschreven als zeldzaam. Op de Rode lijst van de IUCN heeft deze soort de status niet bedreigd.